# Paragrupo A (ADN-Y)
El paragrupo A es un conjunto de linajes del cromosoma Y ancestrales de los humanos modernos. Comúnmente conocido como haplogrupo A, se trata en realidad de un paragrupo porque es el grupo parafilético ancestral de los haplogrupos basales del árbol filogenético patrilineal del Homo sapiens y está conformado por los clados A00, A0, A1a y A1b1.
Se encuentra localizado en toda África, en especial en África austral, Sudán del Sur y Etiopía, y está relacionado con los grandes clados que descienden del Adán cromosómico, por lo que tiene gran diversidad y una antigüedad aproximada de 300.000 años. Según ISOGG-2014. y PhyloTree, La relación entre sus clados y su distribución más relevante, se resumen del siguiente modo:
|  | A2*: En Camerún         |
|  |                         |
|  | A-M6: En África austral |
|  |                         |

|  | A-M28: En el Cuerno de África                                                          |
|  |                                                                                        |
|  | \| \| A-M51: En África austral \| \| \| \| \| \| A-M13: En África Oriental \| \| \| \| |
|  |                                                                                        |
|  | A-M51: En África austral                                                               |
|  |                                                                                        |
|  | A-M13: En África Oriental                                                              |
|  |                                                                                        |

|  | A-M51: En África austral  |
|  |                           |
|  | A-M13: En África Oriental |
|  |                           |

|  | A2*: En Camerún         |
|  |                         |
|  | A-M6: En África austral |
|  |                         |

|  | A-M28: En el Cuerno de África                                                          |
|  |                                                                                        |
|  | \| \| A-M51: En África austral \| \| \| \| \| \| A-M13: En África Oriental \| \| \| \| |
|  |                                                                                        |
|  | A-M51: En África austral                                                               |
|  |                                                                                        |
|  | A-M13: En África Oriental                                                              |
|  |                                                                                        |

|  | A-M51: En África austral  |
|  |                           |
|  | A-M13: En África Oriental |
|  |                           |

|  | B  |
|  |    |
|  | CT |
|  |    |

|  | A2*: En Camerún         |
|  |                         |
|  | A-M6: En África austral |
|  |                         |

|  | A-M28: En el Cuerno de África                                                          |
|  |                                                                                        |
|  | \| \| A-M51: En África austral \| \| \| \| \| \| A-M13: En África Oriental \| \| \| \| |
|  |                                                                                        |
|  | A-M51: En África austral                                                               |
|  |                                                                                        |
|  | A-M13: En África Oriental                                                              |
|  |                                                                                        |

|  | A-M51: En África austral  |
|  |                           |
|  | A-M13: En África Oriental |
|  |                           |

|  | A2*: En Camerún         |
|  |                         |
|  | A-M6: En África austral |
|  |                         |

|  | A-M28: En el Cuerno de África                                                          |
|  |                                                                                        |
|  | \| \| A-M51: En África austral \| \| \| \| \| \| A-M13: En África Oriental \| \| \| \| |
|  |                                                                                        |
|  | A-M51: En África austral                                                               |
|  |                                                                                        |
|  | A-M13: En África Oriental                                                              |
|  |                                                                                        |

|  | A-M51: En África austral  |
|  |                           |
|  | A-M13: En África Oriental |
|  |                           |

|  | B  |
|  |    |
|  | CT |
|  |    |

|  | A2*: En Camerún         |
|  |                         |
|  | A-M6: En África austral |
|  |                         |

|  | A-M28: En el Cuerno de África                                                          |
|  |                                                                                        |
|  | \| \| A-M51: En África austral \| \| \| \| \| \| A-M13: En África Oriental \| \| \| \| |
|  |                                                                                        |
|  | A-M51: En África austral                                                               |
|  |                                                                                        |
|  | A-M13: En África Oriental                                                              |
|  |                                                                                        |

|  | A-M51: En África austral  |
|  |                           |
|  | A-M13: En África Oriental |
|  |                           |

|  | A2*: En Camerún         |
|  |                         |
|  | A-M6: En África austral |
|  |                         |

|  | A-M28: En el Cuerno de África                                                          |
|  |                                                                                        |
|  | \| \| A-M51: En África austral \| \| \| \| \| \| A-M13: En África Oriental \| \| \| \| |
|  |                                                                                        |
|  | A-M51: En África austral                                                               |
|  |                                                                                        |
|  | A-M13: En África Oriental                                                              |
|  |                                                                                        |

|  | A-M51: En África austral  |
|  |                           |
|  | A-M13: En África Oriental |
|  |                           |

|  | B  |
|  |    |
|  | CT |
|  |    |

|  | A2*: En Camerún         |
|  |                         |
|  | A-M6: En África austral |
|  |                         |

|  | A-M28: En el Cuerno de África                                                          |
|  |                                                                                        |
|  | \| \| A-M51: En África austral \| \| \| \| \| \| A-M13: En África Oriental \| \| \| \| |
|  |                                                                                        |
|  | A-M51: En África austral                                                               |
|  |                                                                                        |
|  | A-M13: En África Oriental                                                              |
|  |                                                                                        |

|  | A-M51: En África austral  |
|  |                           |
|  | A-M13: En África Oriental |
|  |                           |

|  | A2*: En Camerún         |
|  |                         |
|  | A-M6: En África austral |
|  |                         |

|  | A-M28: En el Cuerno de África                                                          |
|  |                                                                                        |
|  | \| \| A-M51: En África austral \| \| \| \| \| \| A-M13: En África Oriental \| \| \| \| |
|  |                                                                                        |
|  | A-M51: En África austral                                                               |
|  |                                                                                        |
|  | A-M13: En África Oriental                                                              |
|  |                                                                                        |

|  | A-M51: En África austral  |
|  |                           |
|  | A-M13: En África Oriental |
|  |                           |

|  | B  |
|  |    |
|  | CT |
|  |    |

|  | A2*: En Camerún         |
|  |                         |
|  | A-M6: En África austral |
|  |                         |

|  | A-M28: En el Cuerno de África                                                          |
|  |                                                                                        |
|  | \| \| A-M51: En África austral \| \| \| \| \| \| A-M13: En África Oriental \| \| \| \| |
|  |                                                                                        |
|  | A-M51: En África austral                                                               |
|  |                                                                                        |
|  | A-M13: En África Oriental                                                              |
|  |                                                                                        |

|  | A-M51: En África austral  |
|  |                           |
|  | A-M13: En África Oriental |
|  |                           |

|  | A2*: En Camerún         |
|  |                         |
|  | A-M6: En África austral |
|  |                         |

|  | A-M28: En el Cuerno de África                                                          |
|  |                                                                                        |
|  | \| \| A-M51: En África austral \| \| \| \| \| \| A-M13: En África Oriental \| \| \| \| |
|  |                                                                                        |
|  | A-M51: En África austral                                                               |
|  |                                                                                        |
|  | A-M13: En África Oriental                                                              |
|  |                                                                                        |

|  | A-M51: En África austral  |
|  |                           |
|  | A-M13: En África Oriental |
|  |                           |

|  | B  |
|  |    |
|  | CT |
|  |    |

|  | A2*: En Camerún         |
|  |                         |
|  | A-M6: En África austral |
|  |                         |

|  | A-M28: En el Cuerno de África                                                          |
|  |                                                                                        |
|  | \| \| A-M51: En África austral \| \| \| \| \| \| A-M13: En África Oriental \| \| \| \| |
|  |                                                                                        |
|  | A-M51: En África austral                                                               |
|  |                                                                                        |
|  | A-M13: En África Oriental                                                              |
|  |                                                                                        |

|  | A-M51: En África austral  |
|  |                           |
|  | A-M13: En África Oriental |
|  |                           |

|  | A2*: En Camerún         |
|  |                         |
|  | A-M6: En África austral |
|  |                         |

|  | A-M28: En el Cuerno de África                                                          |
|  |                                                                                        |
|  | \| \| A-M51: En África austral \| \| \| \| \| \| A-M13: En África Oriental \| \| \| \| |
|  |                                                                                        |
|  | A-M51: En África austral                                                               |
|  |                                                                                        |
|  | A-M13: En África Oriental                                                              |
|  |                                                                                        |

|  | A-M51: En África austral  |
|  |                           |
|  | A-M13: En África Oriental |
|  |                           |

|  | B  |
|  |    |
|  | CT |
|  |    |

|  | A2*: En Camerún         |
|  |                         |
|  | A-M6: En África austral |
|  |                         |

|  | A-M28: En el Cuerno de África                                                          |
|  |                                                                                        |
|  | \| \| A-M51: En África austral \| \| \| \| \| \| A-M13: En África Oriental \| \| \| \| |
|  |                                                                                        |
|  | A-M51: En África austral                                                               |
|  |                                                                                        |
|  | A-M13: En África Oriental                                                              |
|  |                                                                                        |

|  | A-M51: En África austral  |
|  |                           |
|  | A-M13: En África Oriental |
|  |                           |

|  | A2*: En Camerún         |
|  |                         |
|  | A-M6: En África austral |
|  |                         |

|  | A-M28: En el Cuerno de África                                                          |
|  |                                                                                        |
|  | \| \| A-M51: En África austral \| \| \| \| \| \| A-M13: En África Oriental \| \| \| \| |
|  |                                                                                        |
|  | A-M51: En África austral                                                               |
|  |                                                                                        |
|  | A-M13: En África Oriental                                                              |
|  |                                                                                        |

|  | A-M51: En África austral  |
|  |                           |
|  | A-M13: En África Oriental |
|  |                           |

|  | B  |
|  |    |
|  | CT |
|  |    |

|  | A2*: En Camerún         |
|  |                         |
|  | A-M6: En África austral |
|  |                         |

|  | A-M28: En el Cuerno de África                                                          |
|  |                                                                                        |
|  | \| \| A-M51: En África austral \| \| \| \| \| \| A-M13: En África Oriental \| \| \| \| |
|  |                                                                                        |
|  | A-M51: En África austral                                                               |
|  |                                                                                        |
|  | A-M13: En África Oriental                                                              |
|  |                                                                                        |

|  | A-M51: En África austral  |
|  |                           |
|  | A-M13: En África Oriental |
|  |                           |

|  | A2*: En Camerún         |
|  |                         |
|  | A-M6: En África austral |
|  |                         |

|  | A-M28: En el Cuerno de África                                                          |
|  |                                                                                        |
|  | \| \| A-M51: En África austral \| \| \| \| \| \| A-M13: En África Oriental \| \| \| \| |
|  |                                                                                        |
|  | A-M51: En África austral                                                               |
|  |                                                                                        |
|  | A-M13: En África Oriental                                                              |
|  |                                                                                        |

|  | A-M51: En África austral  |
|  |                           |
|  | A-M13: En África Oriental |
|  |                           |

|  | B  |
|  |    |
|  | CT |
|  |    |

|  | A2*: En Camerún         |
|  |                         |
|  | A-M6: En África austral |
|  |                         |

|  | A-M28: En el Cuerno de África                                                          |
|  |                                                                                        |
|  | \| \| A-M51: En África austral \| \| \| \| \| \| A-M13: En África Oriental \| \| \| \| |
|  |                                                                                        |
|  | A-M51: En África austral                                                               |
|  |                                                                                        |
|  | A-M13: En África Oriental                                                              |
|  |                                                                                        |

|  | A-M51: En África austral  |
|  |                           |
|  | A-M13: En África Oriental |
|  |                           |

|  | A2*: En Camerún         |
|  |                         |
|  | A-M6: En África austral |
|  |                         |

|  | A-M28: En el Cuerno de África                                                          |
|  |                                                                                        |
|  | \| \| A-M51: En África austral \| \| \| \| \| \| A-M13: En África Oriental \| \| \| \| |
|  |                                                                                        |
|  | A-M51: En África austral                                                               |
|  |                                                                                        |
|  | A-M13: En África Oriental                                                              |
|  |                                                                                        |

|  | A-M51: En África austral  |
|  |                           |
|  | A-M13: En África Oriental |
|  |                           |

|  | B  |
|  |    |
|  | CT |
|  |    |

|  | A2*: En Camerún         |
|  |                         |
|  | A-M6: En África austral |
|  |                         |

|  | A-M28: En el Cuerno de África                                                          |
|  |                                                                                        |
|  | \| \| A-M51: En África austral \| \| \| \| \| \| A-M13: En África Oriental \| \| \| \| |
|  |                                                                                        |
|  | A-M51: En África austral                                                               |
|  |                                                                                        |
|  | A-M13: En África Oriental                                                              |
|  |                                                                                        |

|  | A-M51: En África austral  |
|  |                           |
|  | A-M13: En África Oriental |
|  |                           |

|  | A2*: En Camerún         |
|  |                         |
|  | A-M6: En África austral |
|  |                         |

|  | A-M28: En el Cuerno de África                                                          |
|  |                                                                                        |
|  | \| \| A-M51: En África austral \| \| \| \| \| \| A-M13: En África Oriental \| \| \| \| |
|  |                                                                                        |
|  | A-M51: En África austral                                                               |
|  |                                                                                        |
|  | A-M13: En África Oriental                                                              |
|  |                                                                                        |

|  | A-M51: En África austral  |
|  |                           |
|  | A-M13: En África Oriental |
|  |                           |

|  | B  |
|  |    |
|  | CT |
|  |    |

|  | A2*: En Camerún         |
|  |                         |
|  | A-M6: En África austral |
|  |                         |

|  | A-M28: En el Cuerno de África                                                          |
|  |                                                                                        |
|  | \| \| A-M51: En África austral \| \| \| \| \| \| A-M13: En África Oriental \| \| \| \| |
|  |                                                                                        |
|  | A-M51: En África austral                                                               |
|  |                                                                                        |
|  | A-M13: En África Oriental                                                              |
|  |                                                                                        |

|  | A-M51: En África austral  |
|  |                           |
|  | A-M13: En África Oriental |
|  |                           |

|  | A2*: En Camerún         |
|  |                         |
|  | A-M6: En África austral |
|  |                         |

|  | A-M28: En el Cuerno de África                                                          |
|  |                                                                                        |
|  | \| \| A-M51: En África austral \| \| \| \| \| \| A-M13: En África Oriental \| \| \| \| |
|  |                                                                                        |
|  | A-M51: En África austral                                                               |
|  |                                                                                        |
|  | A-M13: En África Oriental                                                              |
|  |                                                                                        |

|  | A-M51: En África austral  |
|  |                           |
|  | A-M13: En África Oriental |
|  |                           |

|  | B  |
|  |    |
|  | CT |
|  |    |

|  | A2*: En Camerún         |
|  |                         |
|  | A-M6: En África austral |
|  |                         |

|  | A-M28: En el Cuerno de África                                                          |
|  |                                                                                        |
|  | \| \| A-M51: En África austral \| \| \| \| \| \| A-M13: En África Oriental \| \| \| \| |
|  |                                                                                        |
|  | A-M51: En África austral                                                               |
|  |                                                                                        |
|  | A-M13: En África Oriental                                                              |
|  |                                                                                        |

|  | A-M51: En África austral  |
|  |                           |
|  | A-M13: En África Oriental |
|  |                           |

|  | A2*: En Camerún         |
|  |                         |
|  | A-M6: En África austral |
|  |                         |

|  | A-M28: En el Cuerno de África                                                          |
|  |                                                                                        |
|  | \| \| A-M51: En África austral \| \| \| \| \| \| A-M13: En África Oriental \| \| \| \| |
|  |                                                                                        |
|  | A-M51: En África austral                                                               |
|  |                                                                                        |
|  | A-M13: En África Oriental                                                              |
|  |                                                                                        |

|  | A-M51: En África austral  |
|  |                           |
|  | A-M13: En África Oriental |
|  |                           |

|  | B  |
|  |    |
|  | CT |
|  |    |

|  | A2*: En Camerún         |
|  |                         |
|  | A-M6: En África austral |
|  |                         |

|  | A-M28: En el Cuerno de África                                                          |
|  |                                                                                        |
|  | \| \| A-M51: En África austral \| \| \| \| \| \| A-M13: En África Oriental \| \| \| \| |
|  |                                                                                        |
|  | A-M51: En África austral                                                               |
|  |                                                                                        |
|  | A-M13: En África Oriental                                                              |
|  |                                                                                        |

|  | A-M51: En África austral  |
|  |                           |
|  | A-M13: En África Oriental |
|  |                           |

|  | A2*: En Camerún         |
|  |                         |
|  | A-M6: En África austral |
|  |                         |

|  | A-M28: En el Cuerno de África                                                          |
|  |                                                                                        |
|  | \| \| A-M51: En África austral \| \| \| \| \| \| A-M13: En África Oriental \| \| \| \| |
|  |                                                                                        |
|  | A-M51: En África austral                                                               |
|  |                                                                                        |
|  | A-M13: En África Oriental                                                              |
|  |                                                                                        |

|  | A-M51: En África austral  |
|  |                           |
|  | A-M13: En África Oriental |
|  |                           |

|  | B  |
|  |    |
|  | CT |
|  |    |

|  | A2*: En Camerún         |
|  |                         |
|  | A-M6: En África austral |
|  |                         |

|  | A-M28: En el Cuerno de África                                                          |
|  |                                                                                        |
|  | \| \| A-M51: En África austral \| \| \| \| \| \| A-M13: En África Oriental \| \| \| \| |
|  |                                                                                        |
|  | A-M51: En África austral                                                               |
|  |                                                                                        |
|  | A-M13: En África Oriental                                                              |
|  |                                                                                        |

|  | A-M51: En África austral  |
|  |                           |
|  | A-M13: En África Oriental |
|  |                           |

|  | A2*: En Camerún         |
|  |                         |
|  | A-M6: En África austral |
|  |                         |

|  | A-M28: En el Cuerno de África                                                          |
|  |                                                                                        |
|  | \| \| A-M51: En África austral \| \| \| \| \| \| A-M13: En África Oriental \| \| \| \| |
|  |                                                                                        |
|  | A-M51: En África austral                                                               |
|  |                                                                                        |
|  | A-M13: En África Oriental                                                              |
|  |                                                                                        |

|  | A-M51: En África austral  |
|  |                           |
|  | A-M13: En África Oriental |
|  |                           |

|  | B  |
|  |    |
|  | CT |
|  |    |

|  | A2*: En Camerún         |
|  |                         |
|  | A-M6: En África austral |
|  |                         |

|  | A-M28: En el Cuerno de África                                                          |
|  |                                                                                        |
|  | \| \| A-M51: En África austral \| \| \| \| \| \| A-M13: En África Oriental \| \| \| \| |
|  |                                                                                        |
|  | A-M51: En África austral                                                               |
|  |                                                                                        |
|  | A-M13: En África Oriental                                                              |
|  |                                                                                        |

|  | A-M51: En África austral  |
|  |                           |
|  | A-M13: En África Oriental |
|  |                           |

|  | A2*: En Camerún         |
|  |                         |
|  | A-M6: En África austral |
|  |                         |

|  | A-M28: En el Cuerno de África                                                          |
|  |                                                                                        |
|  | \| \| A-M51: En África austral \| \| \| \| \| \| A-M13: En África Oriental \| \| \| \| |
|  |                                                                                        |
|  | A-M51: En África austral                                                               |
|  |                                                                                        |
|  | A-M13: En África Oriental                                                              |
|  |                                                                                        |

|  | A-M51: En África austral  |
|  |                           |
|  | A-M13: En África Oriental |
|  |                           |

|  | B  |
|  |    |
|  | CT |
|  |    |

|  | A2*: En Camerún         |
|  |                         |
|  | A-M6: En África austral |
|  |                         |

|  | A-M28: En el Cuerno de África                                                          |
|  |                                                                                        |
|  | \| \| A-M51: En África austral \| \| \| \| \| \| A-M13: En África Oriental \| \| \| \| |
|  |                                                                                        |
|  | A-M51: En África austral                                                               |
|  |                                                                                        |
|  | A-M13: En África Oriental                                                              |
|  |                                                                                        |

|  | A-M51: En África austral  |
|  |                           |
|  | A-M13: En África Oriental |
|  |                           |

|  | A2*: En Camerún         |
|  |                         |
|  | A-M6: En África austral |
|  |                         |

|  | A-M28: En el Cuerno de África                                                          |
|  |                                                                                        |
|  | \| \| A-M51: En África austral \| \| \| \| \| \| A-M13: En África Oriental \| \| \| \| |
|  |                                                                                        |
|  | A-M51: En África austral                                                               |
|  |                                                                                        |
|  | A-M13: En África Oriental                                                              |
|  |                                                                                        |

|  | A-M51: En África austral  |
|  |                           |
|  | A-M13: En África Oriental |
|  |                           |

|  | B  |
|  |    |
|  | CT |
|  |    |

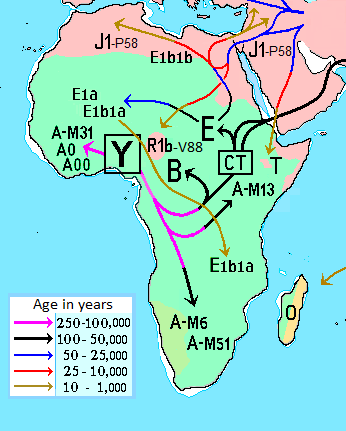
Dispersión de los principales haplogrupos africanos.

Originalmente se consideraba al paragrupo A como un haplogrupo monofilético, sin embargo, un amplio estudio (tomando 2.204 hombres africanos) de un equipo italiano encabezado por Fulvio Cruciani (2011), descubre que el grupo A es parafilético y mucho más antiguo, redefiniendo y replanteando la genética cromosómica-Y humana. Actualmente (2020), los clados que lo conforman son los siguientes:

## Adán-Y
Adán cromosómico es la raíz o último ancestro varón común más reciente de la población actual, y se le ha denominado también haplogrupo A00-T, a veces Y, y reconocido por el polimorfismo PR2921 principalmente. Luego de descubierto el haplogrupo derivado A00, el más antiguo, se ha estimado unos 275 000 años de antigüedad para el Adán-Y. Dada su gran antigüedad, probablemente no podría considerase un hombre anatómicamente moderno necesariamente.
En ocasiones Adán-Y se refiere al ancestro que incluye otras poblaciones humanas extintas, como neandertales y denisovanos, cuya ADN ha logrado analizarse y por lo tanto el Adán cromosómico sería en este caso mucho más antiguo.

## Haplogrupo A00
A00, definido por muchos marcadores como AF6/L1284, AF4, FGC27705/YP3616 y otros 2362 más, dada su gran antigüedad. Es pues el haplogrupo más antiguo encontrado en la población humana actual y divergió directamente del Adán cromosómico hace unos 235 000 años; encontrándose al menos ocho subclados derivados en Camerún.
Fue descubierto en 2012 en una familia afroamericana de Carolina del Sur de apellido Perry, la cual solicitó el análisis independientemente; por esta razón se le llamó inicialmente "cromosoma Y Perry" o simplemente Y-Perry. El antepasado de esta familia se rastreó hasta Albert Perry, afroamericano nacido entre 1819 y 1827. Se considera que los afroamericanos portadores de este haplogrupo son descendientes del pobladores del África centro-occidental.
Los principales subclados de A00 (AF6) y su distribución son los siguientes:
- A00*: Encontrado en el noroeste de Camerún, en restos de hace unos 8000 años de antigüedad.[6]
- A00-Y125399: Rama principal, con unos 38 000 años de antigüedad.[6]
  - A00a (L1149): Se obtuvo una frecuencia de 40% en el pueblo bangwa, hablantes de yemba en Camerún.[8] A este clado pertenece el cromosoma Y Perry.
  - A00b (A4987): Se encontró en el pueblo mbo, hablantes de mbo en Camerún occidental, con una frecuencia entre 6%[9] y 9%.
  - A00c (A12222): En Camerún.

## Comparación con especies humanas extintas
Dada la antigüedad del haplogrupo africano A00, se le ha comparado con humanos arcaicos y con nuestro pariente simio más cercano, pudiendo concluir que en la actualidad no existe o no se ha encontrado aún ningún hombre que lleve el cromosoma Y neandertal o denisovano, estableciendo las siguientes relaciones:

|                        | Neandertal (A000)                            |
|                        |                                              |
| Humano moderno (A00-T) | \| \| A00 \| \| \| \| \| \| A0-T \| \| \| \| |
|                        | \| \| A00 \| \| \| \| \| \| A0-T \| \| \| \| |
|                        | A00                                          |
|                        |                                              |
|                        | A0-T                                         |
|                        |                                              |

|  | A00  |
|  |      |
|  | A0-T |
|  |      |

|                        | Neandertal (A000)                            |
|                        |                                              |
| Humano moderno (A00-T) | \| \| A00 \| \| \| \| \| \| A0-T \| \| \| \| |
|                        | \| \| A00 \| \| \| \| \| \| A0-T \| \| \| \| |
|                        | A00                                          |
|                        |                                              |
|                        | A0-T                                         |
|                        |                                              |

|  | A00  |
|  |      |
|  | A0-T |
|  |      |

|                        | Neandertal (A000)                            |
|                        |                                              |
| Humano moderno (A00-T) | \| \| A00 \| \| \| \| \| \| A0-T \| \| \| \| |
|                        | \| \| A00 \| \| \| \| \| \| A0-T \| \| \| \| |
|                        | A00                                          |
|                        |                                              |
|                        | A0-T                                         |
|                        |                                              |

|  | A00  |
|  |      |
|  | A0-T |
|  |      |

|                        | Neandertal (A000)                            |
|                        |                                              |
| Humano moderno (A00-T) | \| \| A00 \| \| \| \| \| \| A0-T \| \| \| \| |
|                        | \| \| A00 \| \| \| \| \| \| A0-T \| \| \| \| |
|                        | A00                                          |
|                        |                                              |
|                        | A0-T                                         |
|                        |                                              |

|  | A00  |
|  |      |
|  | A0-T |
|  |      |

## Haplogrupo A0
A0 (antes A1b) (V148, CTS2809.1/L991.1, V5002/Y9684/Z8911 y otros 954 marcadores): Desciende de A0-T o A0'1'2'3'4 (L1085, AF3), divergiendo hace unos 160 000 años. Se ha encontrado a A0 escasamente, especialmente en el África centro-occidental. Reportado en pigmeos bakola al Sur de Camerún con 8.3%, en Ghana y Jamaica.
Son los principales subclados:
- A0a (L979)
  - A0a1 (L1070)
    - A0a1*: Al oeste de Gambia.
    - A0a1a (P114, V151): Identificado en Camerún y Argelia.
- A0b (L92.2, L1035): Encontrado en Barbados.

## Haplogrupo A1a
A1a o A1 (M31, P82, V4, Z11334 y otros 1200 marcadores) desciende de A1 (o A1'2'3'4, antes A1a-T) Tiene una antigüedad aproximada de 133 000 años. Es propio del África Occidental pero en bajas frecuencias, encontrándose por ejemplo en Gambia, Cabo Verde, Senegal, Guinea-Bissau, Mali, Níger y Marruecos. 
Este linaje emigró a Europa en algún momento de la historia o de la prehistoria, y fue sorpresivo encontrarlo en Yorkshire, Inglaterra, en hombres de apellido Revis, que a pesar de rastrear a sus antepasados hasta el siglo XVIII, no se ha encontrado información sobre alguna ascendencia africana.
Sus principales clados divergieron hace unos 10 000 años y son los siguientes:
- A1a-Y7969: Disperso en África occidental (Gambia, Mali)
- A1a-Y32411
  - A1a-Y32399: En Gambia
  - A1a-Y37658: Disperso en parte del norte Europa (Finlandia, Noruega, Irlanda).

## Haplogrupo A1b1
El haplogrupo A1b1, también llamado A2'3 (L419/PF712, M9044/BY864) es el clado de A con mayor dispersión y frecuencia, muy extendido en todo África y llega hasta el Cercano Oriente. Conjuntamente con BT desciende de A1b (P108) y se calcula que posee una antigüedad de 130 000 años.

### Distribución

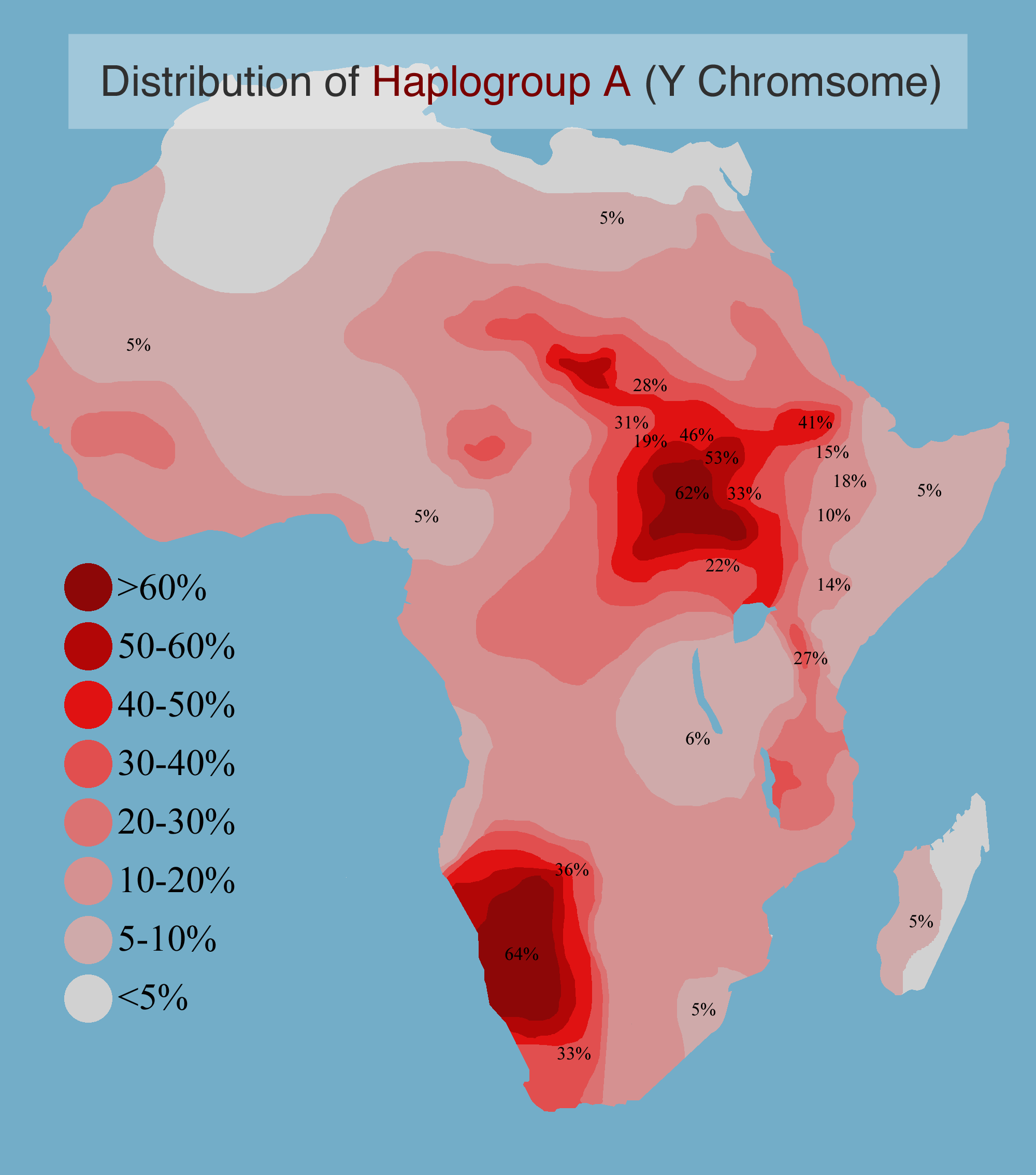
Distribución del paragrupo A (ADN-Y), que en su mayor parte corresponde a A1b1.

África Austral: Es característico del los pueblos khoisán, encontrándose que los haplotipos de estos pueblos se habían separado respecto al resto de África, "una razón de una antigua divergencia con la misma población ancestral." Las frecuencias más altas se encontraron en Namibia entre los san tsumkwe con 66% y los nama con 64%. Es común entre los khoisan frecuencias del 12 al 48%.
África Nor-oriental: Se encuentra muy extendido en Sudán del Sur, especialmente en pueblos cazadores-recolectores; hay alta frecuencia en pueblos nilóticos como los dinka con 62% y en los shilluk 53%. En los nuba (sur del Sudán) da 46%. En Etiopía, se reportó 41% en los falashas, en bantús de Kenia 14%, e iraqw de Tanzania 17%. Semino et al. 2001 encontró el haplogrupo A en el 10% de una muestra de los oromo y 14,6% en los amhara.
África Central: En los mandara y fulbe de Camerún con 14 y 12% respectivamente. y pequeñas frecuencias en varias poblaciones de Gabón y en pigmeos baka, bakola y mbuti.
Son sus subclados:

### A1b1a o A2
A1b1a o A2 (L602, V50, V82, V198, V224), posee una antigüedad de unos 120 000 años. Presente principalmente en los pueblos khoisan, encontrándose allí entre 15% y 25% de frecuencia.
- A2* o A-L602*: Encontrado en Camerún.[19]
- A-M14 o A1b1a1 (M14, M23, P3/PN3/M29/L968, M71, M135, M141, M206, M276/P247, M277/P248, MEH1, P4, P5, P36.1, Page71, Page87, Page95)
  - A-M6 (M6, M196, Y25057): Presente en África Austral (pueblos khoisan).
    - A-P28 antes A2b: Encontrado en Namibia.
    - A-L963
      - A-M114 antes A2a: En Angola
      - A-P262 antes A2c: En Namibia

### A1b1b o A3
A1b1b o A3 (M32)  tiene una antigüedad aproximada de 120 000 años.
- A1b1b1 antes A3a (M28, M59): Típico del Cuerno de África. Se encontró 5% en una muestra mixta de hablantes de lenguas semíticas meridionales en Etiopía.[20] Encontrado en Somalia,[27] Eritrea y Arabia Saudita.[19]
- A1b1b2 antes A3b (L427, M144, Y20629)
  - A1b1b2a o A3b1 (M51, P100, P291): Típico de los pueblos joisán. Destacan los nama con 55%.[20] Presente en Angola y Namibia, también en bantúes de Sudáfrica.
    - A1b1b2a1 o A3b1a (P71, P102)

  - A1b1b2b o A3b2 (M13, M127, M202, M219, M305): Común en Sudán del Sur,[22] Cuerno de África, África Oriental y poco en el Cercano Oriente y Norte de Camerún. Es el principal haplogrupo en los pueblos nilóticos.[21] Hace unos 11 000 años divergió en los siguientes sublados:[19]
    - A-YP4751: Disperso en África oriental y resto de África (excepto en África austral).[19]
      - A-Y26839: En Kenia, Sudán del Sur, Chad, Arabia Saudita.
      - A-Y30506: En África centro-occidental, África del Norte, península arábiga, Italia.

    - A-Y23655: Tiene unos 50 000 años, pero diverge en los siguientes dos subclados hace unos 10 000 años.[19]
      - A-Y126390: Típico de Arabia Saudita.
      - A-Y23865: Importante en el cuerno de África y península arábiga.

## Filogenia anterior: A como monofilético
Antes del 2011 se creía que el haplogrupo A era un solo clado monofilético y con una antigüedad mucho menor. La primera rama de A, se designó como mutación M91 (de la cual procedían A1, A2 y A3). Así todos los demás haplogrupos proceden de BT (antes BR, también conocido como YxA).
|    | Haplogrupo A                                                   |
|    |                                                                |
| BT | \| \| Haplogrupo B \| \| \| \| \| \| Haplogrupo CT \| \| \| \| |
|    | \| \| Haplogrupo B \| \| \| \| \| \| Haplogrupo CT \| \| \| \| |
|    | Haplogrupo B                                                   |
|    |                                                                |
|    | Haplogrupo CT                                                  |
|    |                                                                |

|  | Haplogrupo B  |
|  |               |
|  | Haplogrupo CT |
|  |               |

Ediciones anteriores del ISOGG (del 2006 al 2011), consideraban al haplogrupo A del siguiente modo:
- Haplogrupo A (M91, P97)
  - A1 (P108)
    - A1a (M31, P82)
    - A1b (P114)

  - A2 (M6, M14, M23, M29/P3/PN3, M49, M71, M135, M141, M196, M206, M212, M276/P247, M277/P248, MEH1, P4, P5, P36.1)
  - A3 (M32)
    - A3a (M28, M59)
    - A3b (M144, M190, M220, P289)
      - A3b1 (M51, P100, P291)
      - A3b2 (M13, M127, M202, M219, M305)

A partir de Cruciani et al 2011, el grupo A se considera parafilético y como sigue:
|    | A2                                       |
|    |                                          |
|    | A3                                       |
|    |                                          |
| BT | \| \| B \| \| \| \| \| \| CT \| \| \| \| |
|    | \| \| B \| \| \| \| \| \| CT \| \| \| \| |
|    | B                                        |
|    |                                          |
|    | CT                                       |
|    |                                          |

|  | B  |
|  |    |
|  | CT |
|  |    |

|    | A2                                       |
|    |                                          |
|    | A3                                       |
|    |                                          |
| BT | \| \| B \| \| \| \| \| \| CT \| \| \| \| |
|    | \| \| B \| \| \| \| \| \| CT \| \| \| \| |
|    | B                                        |
|    |                                          |
|    | CT                                       |
|    |                                          |

|  | B  |
|  |    |
|  | CT |
|  |    |

|    | A2                                       |
|    |                                          |
|    | A3                                       |
|    |                                          |
| BT | \| \| B \| \| \| \| \| \| CT \| \| \| \| |
|    | \| \| B \| \| \| \| \| \| CT \| \| \| \| |
|    | B                                        |
|    |                                          |
|    | CT                                       |
|    |                                          |

|  | B  |
|  |    |
|  | CT |
|  |    |

|    | A2                                       |
|    |                                          |
|    | A3                                       |
|    |                                          |
| BT | \| \| B \| \| \| \| \| \| CT \| \| \| \| |
|    | \| \| B \| \| \| \| \| \| CT \| \| \| \| |
|    | B                                        |
|    |                                          |
|    | CT                                       |
|    |                                          |

|  | B  |
|  |    |
|  | CT |
|  |    |

|    | A2                                       |
|    |                                          |
|    | A3                                       |
|    |                                          |
| BT | \| \| B \| \| \| \| \| \| CT \| \| \| \| |
|    | \| \| B \| \| \| \| \| \| CT \| \| \| \| |
|    | B                                        |
|    |                                          |
|    | CT                                       |
|    |                                          |

|  | B  |
|  |    |
|  | CT |
|  |    |

|    | A2                                       |
|    |                                          |
|    | A3                                       |
|    |                                          |
| BT | \| \| B \| \| \| \| \| \| CT \| \| \| \| |
|    | \| \| B \| \| \| \| \| \| CT \| \| \| \| |
|    | B                                        |
|    |                                          |
|    | CT                                       |
|    |                                          |

|  | B  |
|  |    |
|  | CT |
|  |    |

|    | A2                                       |
|    |                                          |
|    | A3                                       |
|    |                                          |
| BT | \| \| B \| \| \| \| \| \| CT \| \| \| \| |
|    | \| \| B \| \| \| \| \| \| CT \| \| \| \| |
|    | B                                        |
|    |                                          |
|    | CT                                       |
|    |                                          |

|  | B  |
|  |    |
|  | CT |
|  |    |

|    | A2                                       |
|    |                                          |
|    | A3                                       |
|    |                                          |
| BT | \| \| B \| \| \| \| \| \| CT \| \| \| \| |
|    | \| \| B \| \| \| \| \| \| CT \| \| \| \| |
|    | B                                        |
|    |                                          |
|    | CT                                       |
|    |                                          |

|  | B  |
|  |    |
|  | CT |
|  |    |